# Wang Ximeng
Wang Ximeng (en chino: 王希孟, pinyin: Wang Ximeng; Wade-Giles: Wang Hsi-meng) (1096-1119) fue un pintor chino durante la dinastía Song. Un niño prodigio, Wang fue uno de los pintores más renombrados de la corte de la dinastía Song del Norte, y le enseñó personalmente el emperador Huizong. Murió a una edad temprana a los 23 años.

## Biografía
Ninguna literatura China de Wang Ximeng ha sobrevivido, por lo que las fechas exactas de su nacimiento y muerte son desconocidas. De todos sus trabajos, a este día llegó un solo rollo, que dejó a Chin Tsai, el primer ministro del Gobierno del emperador Huizong (1101-1125). La única fuente de información sobre el artista es Chin Tsai, que decía que el rollo, llamado Mil Li de ríos y montañas fue pintado en 1113 por Wang Ximeng, que entonces tenía unos 18 años, y que unos años más tarde el artista murió.
Él era estudiante en la Academia de Arte, fundada por el emperador Huizong, que en sí era un buen pintor, e hizo una demanda muy alta de la pintura de paisaje. Es probable que Wang Ximeng estuviera bajo su patrocinio. debido a que el cuadro fue pintado en plena conformidad con los principios básicos del arte Huizong. Estos principios, que son significativamente diferentes del paisaje estético del siglo X y principios del siglo XI, expresan en las obras de maestros tales como Fan Kuan, Guan Tong, Guo Xi, su tendencia a la decoración y la elegancia. Algunos investigadores creen que el cuadro, excelente, creado por el artista, era una especie de examen en el curso de estudio en la Academia. Durante muchos siglos el nombre de Wang Ximeng fue casi olvidado y la verdadera magnitud de su talento fue descubierto en el siglo XX.

## Galería

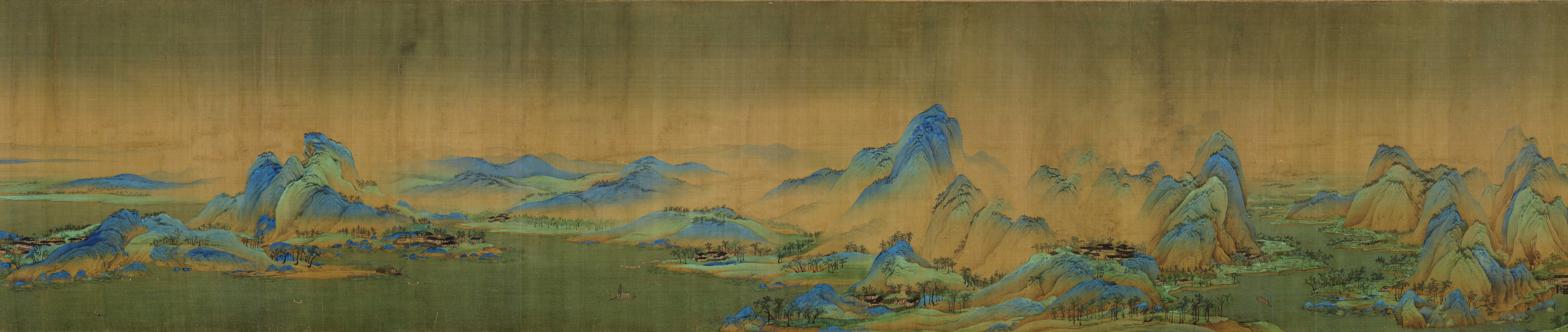
Una sección de Mil Li de ríos y montañas. Tinta sobre seda, Palacio del Museo, Beijing.